# 목요일 3교시
"목요일 3교시"(The Third Class On Thursday)는 한국에서 제작된 임나무 감독의 2001년 영화이다. 이효신 등이 주연으로 출연하였다.

## 출연

### 주연
- 이효신
- 백현주

## 기타
- 녹음: 김태호
- 녹음: 안복남